# Pasilobus lunatus
Pasilobus lunatus là một loài nhện trong họ Araneidae.
Loài này thuộc chi Pasilobus. Pasilobus lunatus được Eugène Simon miêu tả năm 1897.